# 微小頂背節蜱
微小頂背節蜱（学名：Tegonotus exiguus）为節蜱科頂背節蜱屬下的一个种。